# Gian Giuseppe Bernardi
Gian Giuseppe Bernardi (Venècia (Vèneto), 15 de setembre, 1865 - Idem. 15 de novembre, 1946), va ser un compositor, teòric musical i pedagog musical italià.

## Vida i obra
Gian Giuseppe Bernardi era estudiant del "Liceo Musicale Benedetto Marcello" de Venècia. Va ser professor de contrapunt a la mateixa organització i també va ensenyar la història i l'estètica de la música fins al 1925. Va fundar l'"Accademia Nazionale di musica antica". Va escriure manuals sobre harmonia i contrapunt per a la col·lecció Hoepli. Moltes de les conferències de Gian Giuseppe Bernardi van aparèixer impresos.
Gian Giuseppe Bernardi es va donar a conèixer com a compositor amb peces per a piano i violí, cançons, la comèdia infantil Il vecchio e la morte i una cantata de Santa Cecília per a cor de dones, cordes, orgue i arpes.